# Му-торере

Стартовая позиция

Му-торере (маори Mū tōrere) — настольная игра, в которую играли маори восточного побережья Северного острова. Играют двое, для игры нужно размеченное поле и 8 фишек.

## Игровое поле
Игра может проходить на доске или другой размеченной поверхности, например, на земле или песке. Игровое поле представляет собой восьмиугольник с проведёнными через центр диагоналями.
Центральная точка называется путахи (маори pūtahi), вершины многоугольника — кеваи (маори kewai).
В стартовой позиции у каждого игрока есть 4 камня/фишки (маори perepere), расположенные на соседних вершинах восьмиугольника. В центральной точке — пусто.

## Правила игры
Игроки по очереди совершают ходы.
За ход игрок может передвинуть один свой камень на свободный пункт.
- Перемещение по периметру разрешено всегда.
- Переместить камень в центр можно, только если передвигаемый камень изначально находится рядом с камнем противника.

Побеждает тот игрок, который запрёт камни противника и оставит его без возможности совершить ход.